# Olympische Winterspiele 2014/Snowboard – Snowboardcross (Männer)
Der Snowboardcross-Wettbewerb der Männer bei den Olympischen Winterspielen 2014 wurde am 18. Februar 2014 im Rosa Chutor Extreme Park ausgetragen.
Im Finale sicherte sich der Franzose Pierre Vaultier den Olympiasieg vor dem Russen Nikolai Oljunin und den US-Amerikaner Alex Deibold.

## Resultate

### Achtelfinale
Nachdem die Platzierungsrunde abgesagt wurde, wurde der aktuelle Weltcup-Stand in dieser Disziplin für die Zusammensetzung der Achtelfinals genutzt.

#### Achtelfinale 1
| Rang | Athlet           | Nation             |
| ---- | ---------------- | ------------------ |
| 1    | Alex Pullin      | Australien         |
| 2    | Tony Ramoin      | Frankreich         |
| 3    | Kevin Hill       | Kanada             |
| 4    | Nick Baumgartner | Vereinigte Staaten |
| 5    | Andrei Boldykow  | Russland           |

#### Achtelfinale 2
| Rang | Athlet              | Nation             |
| ---- | ------------------- | ------------------ |
| 1    | Lucas Eguibar       | Spanien            |
| 2    | Regino Hernández    | Spanien            |
| 3    | Alex Deibold        | Vereinigte Staaten |
| DSQ  | Lluís Marín Tarroch | Andorra            |

#### Achtelfinale 3
| Rang | Athlet          | Nation             |
| ---- | --------------- | ------------------ |
| 1    | Trevor Jacob    | Vereinigte Staaten |
| 2    | Anton Lindfors  | Finnland           |
| 3    | Tommaso Leoni   | Italien            |
| 4    | Nate Holland    | Vereinigte Staaten |
| 5    | Anton Kopriwiza | Russland           |

#### Achtelfinale 4
| Rang | Athlet              | Nation     |
| ---- | ------------------- | ---------- |
| 1    | Nikolai Oljunin     | Russland   |
| 2    | Alessandro Hämmerle | Österreich |
| 3    | Stian Sivertzen     | Norwegen   |
| 4    | Maciej Jodko        | Polen      |
| 5    | Laro Herrero        | Spanien    |

#### Achtelfinale 5
| Rang | Athlet             | Nation      |
| ---- | ------------------ | ----------- |
| 1    | Konstantin Schad   | Deutschland |
| 2    | Omar Visintin      | Italien     |
| 3    | Marvin James       | Schweiz     |
| 4    | Jake Holden        | Kanada      |
| DNS  | Emanuel Perathoner | Italien     |

#### Achtelfinale 6
| Rang | Athlet          | Nation     |
| ---- | --------------- | ---------- |
| 1    | Pierre Vaultier | Frankreich |
| 2    | Hanno Douschan  | Österreich |
| 3    | Jarryd Hughes   | Australien |
| 4    | Emil Novák      | Tschechien |
| 5    | Jussi Taka      | Finnland   |

#### Achtelfinale 7
| Rang | Athlet               | Nation      |
| ---- | -------------------- | ----------- |
| 1    | Paul Berg            | Deutschland |
| 2    | Christopher Robanske | Kanada      |
| 3    | Paul-Henri de Le Rue | Frankreich  |
| 4    | David Bakeš          | Tschechien  |
| 5    | Mateusz Ligocki      | Polen       |

#### Achtelfinale 8
| Rang | Athlet          | Nation     |
| ---- | --------------- | ---------- |
| 1    | Cameron Bolton  | Australien |
| 2    | Tim Watter      | Schweiz    |
| 3    | Luca Matteotti  | Italien    |
| 4    | Markus Schairer | Österreich |
| DSQ  | Robert Fagan    | Kanada     |

### Viertelfinal

#### Viertelfinale 1
| Rang | Athlet           | Nation             |
| ---- | ---------------- | ------------------ |
| 1    | Lucas Eguibar    | Spanien            |
| 2    | Kevin Hill       | Kanada             |
| 3    | Alex Deibold     | Vereinigte Staaten |
| 4    | Alex Pullin      | Australien         |
| 5    | Tony Ramoin      | Frankreich         |
| DNF  | Regino Hernández | Spanien            |

#### Viertelfinale 2
| Rang | Athlet              | Nation             |
| ---- | ------------------- | ------------------ |
| 1    | Nikolai Oljunin     | Russland           |
| 2    | Trevor Jacob        | Vereinigte Staaten |
| 3    | Stian Sivertzen     | Norwegen           |
| 4    | Anton Lindfors      | Finnland           |
| 5    | Alessandro Hämmerle | Österreich         |
| 6    | Tommaso Leoni       | Italien            |

#### Viertelfinale 3
| Rang | Athlet           | Nation      |
| ---- | ---------------- | ----------- |
| 1    | Pierre Vaultier  | Frankreich  |
| 2    | Omar Visintin    | Italien     |
| 3    | Hanno Douschan   | Österreich  |
| 4    | Konstantin Schad | Deutschland |
| 5    | Jarryd Hughes    | Australien  |
| DNF  | Marvin James     | Schweiz     |

#### Viertelfinale 1
| Rang | Athlet               | Nation      |
| ---- | -------------------- | ----------- |
| 1    | Cameron Bolton       | Australien  |
| 2    | Paul-Henri de Le Rue | Frankreich  |
| 3    | Luca Matteotti       | Italien     |
| 4    | Paul Berg            | Deutschland |
| DSQ  | Christopher Robanske | Kanada      |
| DSQ  | Tim Watter           | Schweiz     |

### Halbfinale

#### Halbfinale 1
| Rang | Athlet          | Nation             |
| ---- | --------------- | ------------------ |
| 1    | Nikolai Oljunin | Russland           |
| 2    | Stian Sivertzen | Norwegen           |
| 3    | Alex Deibold    | Vereinigte Staaten |
| 4    | Trevor Jacob    | Vereinigte Staaten |
| DSQ  | Lucas Eguibar   | Spanien            |
| DNF  | Kevin Hill      | Kanada             |

#### Halbfinale 2
| Rang | Athlet               | Nation     |
| ---- | -------------------- | ---------- |
| 1    | Pierre Vaultier      | Frankreich |
| 2    | Paul-Henri de Le Rue | Frankreich |
| 3    | Luca Matteotti       | Italien    |
| 4    | Cameron Bolton       | Australien |
| DSQ  | Hanno Douschan       | Österreich |
| DNF  | Omar Visintin        | Italien    |

### Finale

#### Großes Finale
| Rang | Athlet               | Nation             |
| ---- | -------------------- | ------------------ |
| 1    | Pierre Vaultier      | Frankreich         |
| 2    | Nikolai Oljunin      | Russland           |
| 3    | Alex Deibold         | Vereinigte Staaten |
| 4    | Paul-Henri de Le Rue | Frankreich         |
| 5    | Stian Sivertzen      | Norwegen           |
| 6    | Luca Matteotti       | Italien            |

#### Kleines Finale
| Rang | Athlet         | Nation             |
| ---- | -------------- | ------------------ |
| 1    | Lucas Eguibar  | Spanien            |
| 2    | Kevin Hill     | Kanada             |
| 3    | Trevor Jacob   | Vereinigte Staaten |
| 4    | Hanno Douschan | Österreich         |
| DNF  | Cameron Bolton | Australien         |
| DNS  | Omar Visintin  | Italien            |